# Governor Island
Ne doit pas être confondu avec Governors Island.
L'Governor Island (en anglais, Governor Island; en espagnol, Isla Gobernador) est une des îles Malouines (en anglais, Falkland Islands; en espagnol, Islas Malvinas).
C'est une île inhabitée du groupe des îles Beaver, se situant entre l'île Beaver et l'île Weddell et au nord de Staats Island, dans la Grande Malouine.

## Administration
Les îles sont administrées par le Royaume-Uni dans le cadre du Territoire britannique d'outre-mer des îles Falkland. Elle est revendiquée par la République argentine, qui en fait une partie du Département des îles de l'Atlantique Sud dans la province de Terre de Feu, Antarctique et îles de l'Atlantique sud.